# Departamentul Soriano
Departamentul Soriano este un departament din Uruguay. Capitala sa este Mercedes. Este situat la vestul țării, la sud de departamentul Río Negro, la nord de departamentul Colonia și la vest de Departamentul Flores. Granița sa de vest este Río Uruguay, care îl separă de Argentina.

## Istorie
În 1624, o misiune franciscană a stabilit o congregație pentru triburile indigene din zona numită Santo Domingo Soriano. În ciuda întreruperilor existente, acesta este considerat cel mai vechi centru populat din actualul stat Uruguay. În cele din urmă, în locul său a fost înființat Villa Soriano.
Prima împărțire a Uruguayului în departamente s-a petrecut la 27 ianuarie 1816. La acel moment, s-au format opt departamente, Soriano fiind unul dintre acestea. Când a fost semnată prima constituție în 1830, departamentul Soriano a fost unul dintre cele nouă departamente originale ale Republicii.

## Populație și demografie
La recensământul din 2011, departamentul Soriano avea o populație de 82.592 
de locuitori (40.853 bărbați și 41.742 femei) și 32.075 de gospodării.
Date demografice pentru Departamentul Soriano în 2010:
- Rata de creștere a populației: 0,55%
- Rata natalității: 16,60 nașteri/1.000 de persoane
- Rata mortalității: 9,41 de decese/1000 de persoane
- Vârsta medie: 31,7 (30,8 bărbați, 32,6 femei)
- Speranța de viață la naștere:
  - Total populație: 76,32 ani
  - Bărbați: 73,47 ani
  - Femei: 79,26 ani
- Venitul mediu pe gospodărie: 25.198 pesos/lună
- Venit urban pe cap de locuitor: 9.648 pesos/lună